# أليكسي باباديانوف
ألكسي باباديانوف (من مواليد 25 سبتمبر 1978) هو مجدف أوزبكستاني في سباق القوارب الذي تنافس في منتصف العقد الأول من القرن الحادي والعشرين. في دورة الألعاب الأولمبية الصيفية 2004 في أثينا تم إقصاؤه في الدور قبل النهائي في سباقي 500 متر و1000 متر.

## وصلات خارجية
- أليكسي باباديانوف على موقع أوليمبيديا (الإنجليزية)

- بروفايل